# Beszterce-Naszód megye természetvédelmi területeinek listája
Beszterce-Naszód megye természetvédelmi területeinek listája azokat a természetvédelmi területeket tartalmazza, amelyek a romániai Beszterce-Naszód megyében találhatóak, és országos jelentőségűnek minősülnek az 5/2000 számú törvény értelmében.
| Kód       | Kép | Magyar elnevezés                                      | Román elnevezés                              | Helység              | IUCN- kategória | Típus          | Terület (ha) |
| --------- | --- | ----------------------------------------------------- | -------------------------------------------- | -------------------- | --------------- | -------------- | ------------ |
| RONPA0218 |     | Hollókő természetvédelmi terület                      | Piatra Corbului                              | Alsóbudak            | IV              | őslénytani     | 5            |
| RONPA0219 |     | Szeretfalvi sómasszívum                               | Masivul de sare de la Sărățel                | Szeretfalva          | III             | földtani       | 5            |
| RONPA0220 |     | Monori iszapvulkánok                                  | Vulcanii noroioși „La Gloduri”               | Monor                | III             | földtani       |              |
| RONPA0221 |     | Bilaki kőbabák természetvédelmi terület               | Râpa cu păpuși                               | Bilak                | III             | földtani       | 2            |
| RONPA0222 |     | Borkút rétje természetvédelmi terület                 | Zăvoaiele Borcutului                         | Romoly               | IV              | hidrogeológiai | 1            |
| RONPA0223 |     | Tausoare-barlang                                      | Peștera Tăușoare                             | Párva                | IV              | barlangtani    | 0,50         |
| RONPA0224 |     | Szamosmagosmarti nárciszmező természetvédelmi terület | Poiana cu narcise de pe Șesul Mogoșenilor    | Nemegye község       | IV              | botanikai      | 6            |
| RONPA0225 |     | Alsóbalázsfalvi sóspuszta természetvédelmi terület    | La Sărătură                                  | Alsóbalázsfalva      | IV              | botanikai      | 5            |
| RONPA0226 |     | Száka-hegyi nárciszmező természetvédelmi terület      | Poiana cu narcise de pe Masivul Saca         | Radnaborberek        | IV              | botanikai      | 5            |
| RONPA0227 |     | Budakvölgyi nárciszmező                               | Poiana cu narcise de pe Șesul Văii Budacului | Óvárhely             | IV              | botanikai      | 6            |
| RONPA0228 |     | Báránykő természetvédelmi terület                     | Piatra Fântânele                             | Borgóprund           | IV              | botanikai      | 5            |
| RONPA0229 |     | Kusma-kő                                              | Piatra Cușmei                                | Kusma                | IV              | botanikai      | 5            |
| RONPA0230 |     | Paszmosi vörösfenyő-erdő                              | Pădurea Posmuș                               | Nagysajó község      | IV              | botanikai      | 2            |
| RONPA0231 |     | Sebes-patak völgye                                    | Valea Repedea                                | Borgóbeszterce       | IV              | vegyes         | 22           |
| RONPA0232 |     | Tündérek-tava                                         | Tăul Zânelor                                 | Borgóbeszterce       | IV              | vegyes         | 25           |
| RONPA0233 |     | Zágra-tó                                              | Lacul Zagra                                  | Zágra                | IV              | vegyes         | 1            |
| RONPA0234 |     | Râpa Mare őslénytani lelőhely                         | Locul fosilifer Râpa Mare                    | Felsőbudak           | IV              | vegyes         | 1            |
| RONPA0235 |     | Besztercei-szoros                                     | Cheile Bistriței Ardelene                    | Borgóbeszterce       | IV              | tájképi        | 50           |
| RONPA0236 |     | Cobăşel-barlang                                       | Peștera din Valea Cobășelului                | Újradna              | III             | barlangtani    | 1            |
| RONPA0237 |     | Budakvölgyi Zöld-szakadék                             | Râpa Verde                                   | Felsőbudak           | III             | őslénytani     | 1            |
| RONPA0238 |     | Komárnik                                              | Comarnic                                     | Jád                  | III             | őslénytani     | 1            |
| RONPA0239 |     | Larion természetvédelmi terület                       | Crovul de la Larion                          | Ilvatelek            | IV              | botanikai      | 250          |
| RONPA0240 |     | Mihály-havas forrásai                                 | Izvoarele Mihăiesei                          | Dombhát              | IV              | vegyes         | 50           |
| RONPA0241 |     | Tatár-őrszem szikla                                   | Stâncile Tătarului, Munții Călimani          | Borgóbeszterce       | IV              | tájképi        | 25           |
| RONPA0242 |     | Ünőkő és Lála-csúcs                                   | Ineu - Lala                                  | Les, Óradna, Újradna | IV              | vegyes         | 2568         |

## Fordítás
Ez a szócikk részben vagy egészben  a   Lista rezervaţiilor naturale din judeţul Bistrița-Năsăud című román Wikipédia-szócikk ezen változatának fordításán alapul.  Az eredeti cikk szerkesztőit annak laptörténete sorolja fel. Ez a jelzés csupán a megfogalmazás eredetét és a szerzői jogokat jelzi, nem szolgál a cikkben szereplő információk forrásmegjelöléseként.